# 21 Cassiopeiae
21 Cassiopeiae (21 Cas / HR 192) es un sistema estelar en la constelación de Casiopea que se encuentra a 99,5 pársecs (324 años luz) del sistema solar.
Está compuesto por las estrellas YZ Cassiopeiae (HD 4161) y HD 4161 B.
YZ Cassiopeiae es una binaria en donde la estrella primaria es una estrella con líneas metálicas de tipo espectral A1m y la estrella secundaria es una estrella F2V, semejante por ejemplo a σ Bootis.
La componente principal tiene una temperatura efectiva de 10.200 ± 300 K y es 63 veces más luminosa que el Sol. Tiene una masa de 2,32 masas solares y un radio 2,54 veces más grande que el radio solar.
Gira sobre sí misma con una velocidad de rotación proyectada de 27 km/s.
Su acompañante —con 1,35 masas solares y un radio un 35% mayor que el radio solar— tiene una temperatura superficial de 7.200 K.
Es 4,4 veces más luminosa que el Sol y rota a una velocidad igual o superior a 16 km/s.
YZ Cassiopeiae es una binaria eclipsante cuyo período orbital es de 4,467 días. El eclipse principal provoca una disminución de brillo de 0,41 magnitudes mientras que en el secundario, el descenso de brillo es de apenas 0,07 magnitudes.
Esta binaria posee un campo magnético moderadamente intenso (<Be> = 655 G).
Su edad es de 250 millones de años aproximadamente.
HD 4161 B, la tercera estrella del sistema, tiene magnitud aparente +9,7 y, visualmente, está separada 36,1 segundos de arco de YZ Cassiopeiae.
Bastante alejada de la binaria, emplea más de 86.500 años en completar una órbita en torno a ella.
Su masa es un 20% inferior a la del Sol.